# Phare de Norderney
Le phare de Norderney (en allemand : Leuchtturm Norderney) est un phare situé sur l'île de Norderney (Arrondissement d'Aurich - Basse-Saxe), en Allemagne. Il est géré par la WSV de Emden  et se trouve dans le Parc national de la mer des Wadden de Basse-Saxe.

## Histoire
Le phare de Norderney , mis en service en 1874, se situe sur l'île de Norderney, entre l'île de Juist et l'île de Baltrum. Il a été construit entre 1871 et 1874 sur une dune de 10 m de haut au milieu de la côte sud de Norderney. La lanterne est accessible par un escalier intérieur de 253 marches. Le phare comprend également un bâtiment de garde et une salle des machines à deux étages construite entre 1871 et 1874, qui abritaient un poste de télégraphe jusque dans les années 1950. En raison des rudes conditions climatiques le phare a subi plusieurs réfections et une restauration complète en 1975. En 200-, il a été équipé d'un Système d'identification automatique pour la navigation maritime (AIS).
Le phare est toujours équipé d'un système optique à lentille de Fresnel de 2,5 m de haut et de 3,5 tonnes dans une lanterne de 5,3 m de haut qui comprend 16 surfaces vitrées et un dôme en cuivre. Il est entièrement automatisé et alimenté par le réseau électrique.

## Description
Le phare est une tour octogonale en brique de 55 m de haut, avec galerie et lanterne, montée sur une grande base carrée. La tour est non peinte, le dôme de la lanterne est verdâtre et entourée d'une protection anti-oiseaux. il émet, à une hauteur focale de 59 m, trois brefs éclats blancs de 0.2 seconde par période de 12 secondes.
Sa portée est de 23 milles nautiques (environ 42.5 km).
Identifiant : ARLHS : FED-025 - Amirauté : B1054 - NGA : 10072 .

## Caractéristiques dufeu maritime
Fréquence : 12 secondes (W-W-W)
- Lumière : 0,2 seconde
- Obscurité : 2,8 secondes
- Lumière : 0,2 seconde
- Obscurité : 2,8 secondes
- Lumière : 0,2 seconde
- Obscurité : 5,8 secondes

|                             |
| Les îles de Frise orientale |

|             |
| La lanterne |

|          |
| Le phare |

### Lien connexe
- Liste des phares en Allemagne